# 佐鳥電機
佐鳥電機株式会社（さとりでんき、英: SATORI ELECTRIC CO., LTD.）は、東京都港区に本社を置くエレクトロニクス商社。

## 概要
半導体・電子部品・電子機器などを扱う独立系の専門商社で、1947年7月に日本電気株式会社と住友電気工業株式会社の販売特約店として設立した。
国内外の大手電子機器メーカーを得意先とし、半導体・電子部品・電子機器等の販売とその付帯事業をを行うほか、オリジナル製品の販売も行っている。
2026年4月には同業で、主に自動車メーカーを得意先とする萩原電気ホールディングスと共同持株会社を設立し、経営統合する予定である。

## 沿革
- 1947年7月 - 会社設立[1]。
- 1994年12月15日 - 日本証券業協会に株式を店頭登録[1]。
- 2017年11月 - イノテック株式会社のハードディスクドライブ販売事業を譲受け[1]。
- 2003年5月 - 東京証券取引所市場第一部に指定替え[1]。
- 2021年6月 - 佐鳥パイニックス株式会社の株式全部を佐鳥SPテクノロジ株式会社に譲渡[1]。
- 2022年
  - 4月 - 東京証券取引所の市場区分見直しに伴い、市場第一部からプライム市場に移行[1]。
  - 5月 - インドのSM Electronic Technologies Pvt. Ltd.に出資し、持分法適用関連会社化[1]。
- 2023年
  - 2月 - SM Electronic Technologies Pvt. Ltd.の株式を追加取得し、子会社化[1]。
  - 2月 - SINGAPORE SATORI PTE., LTD.の株式全部を SM Electronic Technologies Pvt. Ltd.へ現物出資。これに伴い、SINGAPORE SATORI PTE., LTD.は SMET SINGAPORE PTE. LTD.に商号を変更[1]。
- 2024年5月 - オランダのMAGnetIC Holding B.V.の株式を取得し、連結子会社化 [1]。
- 2026年
  - 3月30日 - 上場廃止（予定）[3]
  - 4月1日 - 萩原電気ホールディングスと共同持株会社を設立し、経営統合（予定）[2][3]。

## 事業所
- 本社・本店（東京都港区）[4]
- 大阪支社（大阪府吹田市）[4]
- 札幌支店（北海道札幌市中央区）[4]
- 仙台支店（宮城県仙台市青葉区）[4]
- 名古屋支店（愛知県名古屋市中区）[4]
- 九州支店（福岡県北九州市小倉北区）[4]
- 広島営業所（広島県広島市東区）[4]
- 熊本営業所（熊本県菊池郡菊陽町）[4]
- 東京物流センター（東京都日野市）[4]
- 秋田テクノロジーセンター（秋田県秋田市）[4]

## 関係会社
- 佐鳥パイニックス株式会社[5]
- 株式会社スター・エレクトロニクス[5]
- 佐鳥SPテクノロジ株式会社[5]
- SM Electronic Technologies Pvt. Ltd.[5]
- MAGnetIC Holding B.V.[5]